# كارل غينتايل
كارل غينتايل (بالإنجليزية: Carl Gentile)‏ هو لاعب كرة قدم أمريكي، ولد في 23 فبراير 1947 في سانت لويس في الولايات المتحدة. شارك مع منتخب الولايات المتحدة لكرة القدم. أما مع النوادي، فقد لعب مع سانت لويس ستارز.

## وصلات خارجية
- كارل غينتايل على موقع ناشيونال فوتبول تيمز (الإنجليزية)